# Alex Panayi
Alexandros Panayi (en griego: Αλέξανδρος Παναγή; Nicosia, 1970), más conocido como Alex Panayi, es un cantante, compositor, productor, arreglista y entrenador vocal chipriota. Es conocido por haber representado a su país en el Festival de la Canción de Eurovisión en dos ocasiones: en 1995 y en 2000.

## Biografía
Alex Panayi nació en 1970 en la ciudad de Nicosia, capital chipriota. Creció en una familia de músicos y artistas, y comenzó a dar sus primeros pasos en el ambiente musical gracias a la ayuda de su padre Panayiotis Panayi (fundador de la primera orquesta sinfónica de Chipre), y de su madre Klairy Panayi (aclamada pianista chipriota). A la edad de 18 años se había establecido como uno de los cantantes y compositores más importantes de su país, llevándolo a estudiar música en el Berklee College of Music en Boston, Massachusetts, siendo patrocinado por el Programa Fulbright (BMus, Honors). Durante sus cinco años de estadía en los Estados Unidos, él ha participado junto a otros artistas como Gary Burton, Peter Erskine, The Manhattan Transfer, The New York Voices y Billy Joel. Panayi también se fue de gira por Estados Unidos formando parte de The Vocal Summit - un grupo musical de improvisación a capela - obteniendo el premio a "Premio a la Musicalidad excepcional" de la Asociación Internacional de Educadores del Jazz (IAJE, del inglés: International Association of Jazz Educators).

## Su paso por Eurovisión
Alex ha participado en el Festival de la Canción de Eurovisión en varias ocasiones:
- Corista de la canción "Apopse As Vrethoume" interpretada por Fani Polymeri & Yiannis Savvidakis en 1989 por Chipre.
- Interpretando la canción "Pistevo" en la primera final nacional chipriota en 1990. (3.er lugar).
- Corista de la canción "SOS" en 1991 por Chipre.
- Interpretando la canción "Gia Sena Tragoudo" en la final nacional chipriota en 1993 (3.er lugar);
- Solista y compositor de la canción "Sti fotia" en 1995.
- Interpretando la canción "Fterougisma" junto a Marlen Angelidou en la preselección chipriota de 1998 (2.º lugar).
- Interpretando la canción "Nomiza" siendo parte del dúo Voice, junto a Christina Argyri en 2000.
- Director vocal y corista principal de la canción "My number one" de Helena Paparizou en 2005.
- Director de escena de la canción "I do" de Fabrizio Faniello, por Malta, en 2006 y entrenador vocal de la canción griega "Everything" de Anna Vissi ese mismo año.
- Interpretando la canción "There is Love" en la final nacional chipriota en 2009 (6.º lugar).
- Director vocal y corista de la canción griega "This is our night" de Sakis Rouvas en 2009.
- Productor de la canción "Hamogela" del grupo triimitonio en la final nacional griega en 2011 (2.º lugar).
- Director vocal y corista de la canción "We Are the Heroes" de Litesound por Bielorrusia en 2012.

| Predecesor: "Ime Anthropos Ki Ego" Evridiki | Chipre en el Festival de Eurovisión 1995 | Sucesor: "Mono Yia Mas" Constantinos Christoforou |

- Datos: Q2622616